# Standardabschätzung für Wegintegrale
In der Funktionentheorie, einem Teilgebiet der Mathematik, gibt die Standardabschätzung für Wegintegrale, auch bekannt als die ML-Ungleichung, eine obere Schranke für ein Konturintegral an. Wenn {\displaystyle f}  eine komplexwertige, stetige Funktion auf der Kontur {\displaystyle \Gamma } ist und ihr Absolutwert {\displaystyle |f(z)|} für alle {\displaystyle z} auf {\displaystyle \Gamma } durch eine Konstante {\displaystyle M} begrenzt ist, dann
{\displaystyle \left|\int _{\Gamma }f(z)\,dz\right|\leq M\,\ell (\Gamma ),}
wobei {\displaystyle \ell (\Gamma )} die Länge von {\displaystyle \Gamma } bezeichnet. Wir können das Supremum
{\displaystyle M:=\sup _{z\in \Gamma }|f(z)|}
als obere Schranke nehmen. Das Lemma wird oft genutzt, um zu zeigen, dass ein gewisses Integral für {\displaystyle \vert z\vert \to \infty } gegen 0 geht.

## Beweis
Der Beweis ist relativ einfach. Wir nutzen die Ungleichung für den Betrag eines Integrals:
{\displaystyle \left|\int _{\Gamma }f(z)\,dz\right|=\left|\int _{\alpha }^{\beta }f(\gamma (t))\gamma '(t)\,dt\right|\leq \int _{\alpha }^{\beta }\left|f(\gamma (t))\right|\left|\gamma '(t)\right|\,dt\leq \int _{\alpha }^{\beta }M\left|\gamma '(t)\right|\,dt=M\int _{\alpha }^{\beta }\left|\gamma '(t)\right|\,dt=M\,\ell (\Gamma )}